# Myosotis matthewsii
Myosotis matthewsii är en strävbladig växtart som beskrevs av Lucy Beatrice Moore. Myosotis matthewsii ingår i släktet förgätmigejer, och familjen strävbladiga växter. Inga underarter finns listade i Catalogue of Life.